# 들 (프로게이머)
들(본명: 김들, 1994년 9월 25일 ~ )은 대한민국의 전직 리그 오브 레전드 프로게이머이다. 프로게임단 지도자로도 활동했다. 선수 시절 아이디는 Deul이었으며 포지션은 서포터, AD 캐리, 미드라이너였다.

## 선수 시절
들은 2015년 6월 북미 2부 리그의 팀 코스트에서 프로 커리어를 시작했다. 2015 서머 시즌 팀의 1부리그 승격에 기여했다.
2015년, 중국의 2부리그 팀인 완유에 입단했다.
2016년 5월, 중국 2부리그 팀인 리벤저에 입단했다.
2017년 1월, 리그 오브 레전드 챌린저스 코리아의 에버8 위너스에 입단했다. 스프링 시즌 팀의 주전으로 활동하면서 팀의 우승에 기여했다. 이후 팀이 챔피언스로 승격되었다. 서머 시즌에서는 좋지 않은 모습을 보여주면서 팀의 강등으로 향하게 되었다.
2018시즌을 앞두고 마치 17 e스포츠에 입단했다. 마치에서는 좋은 활약을 보여주었다. 2018년 11월, 팀에서 퇴단했다.
2019 스프링 시즌에서는 무적 신분으로 보냈다. 2019년 7월, 메가 e스포츠에 입단했다. 메가에서는 좋은 모습을 보여주면서 서머 시즌 팀의 우승에 기여했다.
2020년 아마추어팀인 Where are you from에 소속되었다. 하지만 챌린저스 승강전에서 패배하면서 팀의 프로 진출에는 실패했다.

## 지도자 생활
2020년 6월 11일, 퍼시픽 챔피언십 시리즈의 노바 e스포츠의 코치로 부임했다. 2020년 8월 9일에 팀에서 퇴단했다.
이후 군에 입대했다.

## 소속팀

### 선수
| # | 팀명               | 소속 기간             | 소속 리그 | 비고 |
| - | ------------------ | --------------------- | --------- | ---- |
| 1 | 팀 코스트          | 2015.06~2015.12       |           |      |
| 2 | 완유               | 2015~2016.05          | LSPL      |      |
| 3 | 레벤저             | 2016.05.23~2016.08    | LSPL      |      |
| 4 | 에버8 위너스       | 2017.01.05~2017.12.10 | CK LCK    |      |
| 5 | 마치 17 e스포츠    | 2017.12.19~2018.11.29 | LMS       |      |
| 6 | 메가 e스포츠       | 2019.07.03~2019.12    | LST       |      |
| 7 | Where are you from | 2020                  | 아마추어  |      |

### 지도자
| # | 팀명         | 소속 기간             | 소속 리그 | 비고 |
| - | ------------ | --------------------- | --------- | ---- |
| 1 | 노바 e스포츠 | 2020.06.11~2020.08.09 | PCS       |      |

## 수상 내역

### 선수
- 리그 오브 레전드 챌린저스 코리아 스프링 2017 우승
- 리그 오브 레전드 동남아 투어 서머 2019 우승